# トムソン川 (クイーンズランド州)

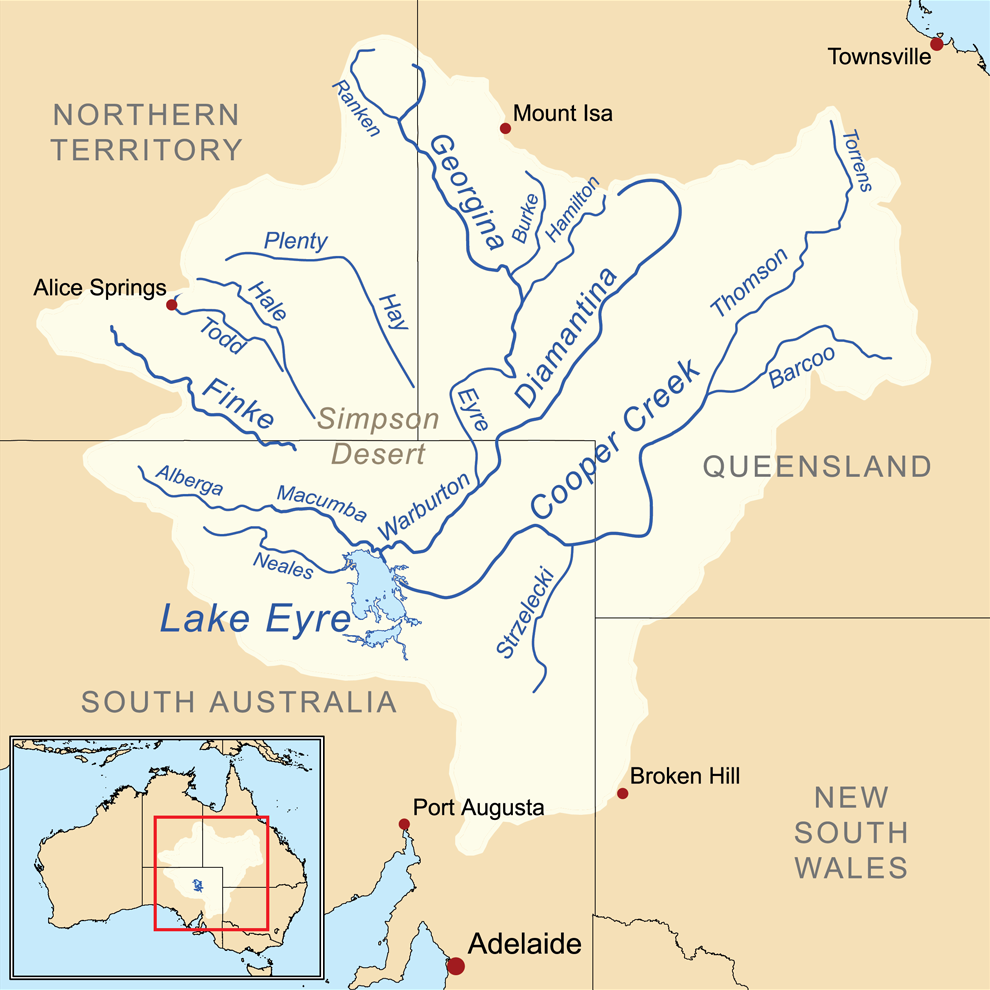
エア湖盆地　トムソン川は右上

トムソン川 (トムソンがわ、Thomson River) はオーストラリアのクイーンズランド州西部にある川。エア湖盆地を流れる川の一つ。探検家エドモンド・ケネディ (Edmund Kennedy) により1840年代に命名された。
最も北の源流部はチャーターズ・タワーズから内陸に入った場所でトレンス川 (Torrens Creek) としてはじまる。川はMuttaburraの北でトムソン川となる。また、そこでランズバラ川 (Landsborough Creek)、タワーヒル川 (Towerhill Creek)、コーニッシュ川 (Cornish Creek) が合流する。Muttaburraの南ではアラマック川 (Aramac Creek) が東から、ロングリーチの南ではManeroo川 (Maneroo Creek) が西から合流し、ロングリーチの西でランズバラ・ハイウェイ (Landsborough Highway) が横切る。
川は南西に流れ、ロングリーチ、ストーンヘンジ (Stonehenge)、Jundahを通過した後、ウインドラ (Windorah) の北でバークー川 (Barcoo River) と合流してクーパー・クリークとなる。
トムソン川の水が海に注ぐことは無く、途中で蒸発するか、まれな洪水時にはエア湖へ注ぐ。